# Євтухов Євген Анатолійович
Dj Sender (справжнє ім'я Євген Євтухов, народився 28 червня 1984, Луганськ, Україна) — український діджей, музичний продюсер, автор пісень і виконавець, власник лейблу Send Records і його саблейблів, творець радіостанції DJFM. Один з найвпливовіших діячів української електронної музики, що стояв у її витоків. Двічі найкращий український DJ і продюсер. Директор Business Radio Group.

## Біографія
Євген Євтухов народився 20 січня 1984 року в м. Луганськ.
У 11 років Sender випадково потрапив на «саундчек» до DJ Сухова, і того ж дня прослухав програму PartyZan на дніпровському Magic Radio за участю Сухова — саме ці дві події ще більше надихнули юнака, який вже тоді вирішив, що стане діджеєм. Навчався в Національному гірничому університеті (2006).
У віці 22 років Євтухов переїхав з Дніпропетровська до Києва, де продовжив творчу діяльність.
У 2003 році створив звукозаписуючий лейбл «Send Records», а в 2007 Sending Media Group — медіа-групу, що поєднувала всі його проєкти, разом із Send Booking и Dj Magazine Ukraine.
У 2008 році запустив радіостанцію DJFM у Києві.

## Кар'єра
Вперше познайомився з діджєїнгом і клубною культурою в 11 років. Активно збирав музичний матеріал і в 15 реалізував свою мрію — стати справжнім ді-джеєм. Незабутніми моментами в кар'єрі діджея стали наполегливі тренування гри на вінілі разом зі своїм другом, DJ Біноклем.
У 2001 році DJ Sender запустив танцювальне радіо шоу «Бомба» на радіостанції «Power FM». 2003 року, у віці 19 років, Sender презентував ремікс на композицію «Небо» групи «Дискотека Аварія» («Свет далеких планет», АРС Рекордс).
У 2002 році Sender став редактором вечірнього ефіру на танцювальній радіостанції KissFM, куди перейшов його проект «БОМБА».
У 2004 році на лейблі Executive (Франція) було видано його дебютний трек — Operator —, що здобув йому успіх у Європі. Sender випустив ремікс на хіт усіх часів Narcotic Thrust — I Like It (DJ Sender Remix), Full House France, а також Sandy W Feat, Duane Harden — Love For The Music (DJ Sender, Robbie Rivera Remixes).
У той час DJ Sender випустив кілька успішних треків, таких як Kiss You, Generation (Street Parade Intro), приурочений до виступу на фестивалі Street Parade в Цюриху, а також трек Torque, і почав щорічні виступи на фестивалі Казантип.
У 2006 році Sender запустив Send Records — лейбл, на якому видавалися Sender, Noiz, Drive Dealers, Hard Rock Sofa, Jim Pavloff, Konstantin Yoodza, Proff, Topspin, Alex Vives, R-Tem, Alex Kenji, DJ Marbrax, Dabruck & Klein, Dave Robertson, Goshva, Jaimie Fanatic, Laidback Luke, Nino Anthony, Patrik Bjorkman, David Sense. Незабаром Євген запустив ще й саблейбли.
У тому ж році DJ Sender вперше взяв участь у Winter Music Conference у Маямі. Відтоді Євген щорічно став відвідувати конференції Amsterdam Dance Event та Sochi Winter Music Conference.
З 2007 року Євген Євтухов зосередився на розвитку клубної сцени України загалом скерувавши зусилля на букінг закордонних артистів і привезення їх в Україну. 2008 року, спочатку в Києві, а потім у Сімферополі запустив радіостанцію DJFM, став її ідеологом і креативним директором.
У той же час запущено проект DJMAG.UA і журнал DJ Magazine Ukraine — українська версія найпопулярнішого і авторитетного журналу про електронну музику.
У творчому житті для DJ Sender'а почалися певні зміни, результат яких побачив світ у 2010 році.

## Вокальна кар'єра
У 2010 році DJ Sender змінив свій нік, прибрав від нього частину DJ, а разом з тим змінив і свій музичний стиль. У творчих пошуках Євген повернувся до хаусових витоків свого саунду і відкрив свій вокальний талант, який продемонстрував у пісні The Crystals.
Презентація треку пройшла в клубі Crystal Hall в Києві, де Євген Євтухов також виконав кілька нових треків з майбутнього альбому. The Crystals став першим треком однойменного альбому з 12 композицій, більшість з яких вокальні.
На трек The Crystals також був знятий кліп, режисером якого став сам Sender.
У 2011/2012 рр. The Crystals назвали найкращим хаус-треком за версією TOPDJ.ua. У 2012 році було завершено роботу над альбомом, випущено кілька синглів, Holiday и Love, на які також знято кліпи. «Holiday», «Love» і «Sunlight» потрапили в топ-100 найкращих треків СНД[джерело?].
У жовтні 2013 року в одному зі столичних клубів Sender презентував дебютний вокальний альбом «The Crystals»[джерело?]. Представити повноцінний альбом публіці, виконавець вперше вийшов в супроводі лайв-бенду та відіграв концерт «наживо».

## Події
Об'їздив багато країн, виступав на великих фестивалях і значних музичних подіях.
Sender неодноразово виступав на фестивалі Global Gathering у Києві, щорічно відвідував міжнародні конференції електронної музики в Амстердамі (Amsterdam Dance Event) і Маямі (Miami Winter Music Conference), легендарний фестиваль Казантип, де виступав на вечірках, а також готував відео-репортажі з місця подій, регулярно грав у російських і українських клубах.

## Нагороди
- 2004 — Найкращий DJ України за версією TopDJ.ua
- 2005 — Найкращий DJ України за версією TopDJ.ua
- 2006 — DJ № 2 Україна за версією TopDJ.ua
- 2007 — DJ № 2 Україна за версією TopDJ.ua
- 2011 — «Топ-Трек у стилі House» за версією TopDJ.ua (The Crystals)
- 2011 — «Найкращий Трек Року» за версією KissFM Dance Awards (The Crystals)
- 2011 — Найкращий House DJ за версією Showbiza.net

## Дискографія
- Sender — Love
- Sender — Holiday
- Sender — The Crystals
- Sender & Pavloff — Your Love (Inc. Tom Budden remix) ALiVE Recordings
- Sender & Pavloff — Hang (DJ Madskillz Remix) Klimaks Recordings
- iO & Sender — Love Trip (Original Mix) / 2010, Noir Music
- Amin Golestan, Marco G — Deadpool (iO & Sender Remix)
- Jim Pavloff — Driver (Sender Remix)
- Sender — Tuner
- DJ Sender — Generation (Street Parade Intro)
- DJ Sender — Torque (Main Vibe)
- DJ Sender — Kiss You
- Angel Stoxx — Isternia (Sender remix)
- Polina Griffith — Justice Of Love (DJ Sender Remix)
- Swanky Tunes & Hard Rock Sofa — Acid Trip (Sender Remix)
- Oliver Moldan — Second Session (DJ Sender Remix)
- D.A. — Su Rap (DJ Sender Vox Mix, DJ Sender Sex Dub) / 2004 ARS, Send
- Taiana — Melt Away (DJ Sender Vocal Mix) / Record RU, 2004
- Detsl — God Exist (DJ Sender Remix) / Universal, 2004
- ARSDA. — Banda (DJ Sender Bandit Mix) / 2004, ARS, Send
- D.A. — The Light Of The Far Planets (DJ Sender Sky Mix) / 2003
- Tronic Inc. — Beloved (DJ Sender Remix) / 2005, Kitschy UK — Mashtronic
- Granite & Phunk — Switch On (DJ Sender Remix) / 2005, Sureplayer (UK)
- DJ Ralph ‘N’ JO — To The Limit (DJ Sender Remix) / 2005, F*** Me I'm Famous (France)
- High Side — Alive (DJ Sender Remix) [Joachim Garraud] / 2005, France
- Polina Griffith — Justice Of Love (DJ Sender Club Mix) / 2005, Send, EMI (UK)
- Eric Prydz — Call On Me (DJ Sender Vocal Mix, DJ Sender Acid Vibe) / 2005 Send (UA)
- Narcotic Thrust — I Like It (DJ Sender Remix) / 2004 Full House France
- DJ Sender — Torque (Main Vibe, Acid Re-Dub, Treat Brothers Vocal Re-Touch) / Sureplayer Black (UK)
- Operator EP (Operator, Fifth Gear) (Executive (France)
- DJ Sender — What You Need (Original Mix + incl. DJ PROM Remixes) / Sureplayer (Germany, UK)

## Політична діяльність
На позачергових парламентських виборах 2019 Євген Євтухов був зареєстрований 4-тим у списку Партії Шарія. Більшістю голосів Центральна виборча комісія ухвалила рішення про його реєстрацію кандидатом у народні депутати від партії проросійського відеоблогера.

## Офіційні сторінки артиста
- sender.ua
- eugenesender.com [Архівовано 27 травня 2013 у Wayback Machine.]
- Євтухов Євген Анатолійович у соцмережі «Твіттер»
- Євтухов Євген Анатолійович у соцмережі «Facebook»